# 海洋科技產業創新專區
高雄海洋科技產業創新專區是中華民國經濟部為達成「風力發電4年計畫」政策與推動離岸風電產業，借重興達漁港之潮差小、交通便利、學研單位資源豐富、支援產業健全等地利優勢，於當地所建置。希望能有效活化興達漁港，並融入當地資源及地方特色以開創新興產業，同時提供海洋科技產業研發及製造基地。

## 細部規劃
1. 綠能前瞻基礎建設規劃於高雄興達港規劃海洋工程區，是於原興達港興建時即劃定之能源專區興建水下基礎組裝重件碼頭及生産研發基地。
2. 目前台灣離岸風力開發設置目標將於2025年達成3GW以上，其對風機水下基礎將於2019年起每年需求100架以上，需要於興達港設置水下基礎組裝重件碼頭，以結合高雄金屬材料及精密金屬結構加工之產業能量供應臺灣離岸風力開發，並成為臺灣及未來離岸風力機組水下基礎供應重要基地。
3. 興達港雖然目前港深只有6公尺，但是在前瞻基礎建設計劃之投入下將會強化建設成水深8公尺以上之港口，結合強化興建之重件碼頭，成為離岸風力發展重要基礎設施。
4. 經濟部能源局已做好整體規劃並編列相關預算，也和高雄市政府協調，進行相關工程之配套措施。[1]
5. 「高雄海洋科技產業創新專區」除了離岸風電產業，還包括海洋科技產業，完成後可達到提升離岸風電自主化能量、提供優質工作機會和促進在地經濟發展之效益。[1]

## 海洋工程區
「高雄海洋科技產業創新專區」中面積廣達36.56公頃之海洋工程區，日前由經濟部能源局辦理土地公開標租作業，經評選結果中鋼公司為優勝廠商取得土地承租資格，該公司特此由董事會通過投資34.21億元，成立水下基礎製造公司，預計在2018年4月15日動工，興建離岸風電水下基礎設施廠房、新建辦公大樓及重件碼頭，建置離岸風電水下基礎產線，將於2019年12月完成。對於近期如火如荼展開的離岸風場開發，該專區的設立將成為風場維運的堅強後盾，加速臺灣海洋科技產業全面升級。
基於高雄市具有發展離岸風電之相關海事工程、造船及鋼鐵等優勢產業，陳菊市長積極向中央爭取，經過相關部會審慎評估，終獲行政院核定「前瞻基礎建設計畫」於興達港遠洋泊區設立「高雄海洋科技產業創新專區」，預計投入建設經費43.6億元。
專區劃分為「一區」：海洋工程區及「三中心」，即海洋科技工程人才培訓及認證中心、海洋科技產業創新研發中心及海洋科技工程材料研發及認證中心，計畫執行期程2017年至2020年。

## 動工
高雄市政府海洋局林英斌局長說明，離岸風機水下基礎不單只是鋼構而已，還涉及海事工程、金屬加工、材料、防蝕、地質探測等高端技術，中鋼公司水下基礎廠房的設立，將可為當地帶來相關技術進駐，加上後續還有經濟部及能源局主導的「海洋科技工程人才培訓中心」、「海洋科技產業創新研發中心」、「海洋科技工程材料研發中心」等三個中心成立，並由委託由金屬中心營運。

## 歷史
高雄市政府海洋局長林英斌進一步說明興達漁港遠洋泊區自1997年由中央闢建完成，因聯合國海洋法公約，各國紛紛劃定並主張200浬的專屬經濟區之影響，造成遠洋漁業經營環境限縮，而未能如原預期之繼續成長，導致港區使用率低落而閒置，屢遭監察院、行政院公共工程委員會糾正及列管。
現因水下基礎鋼構須在港埠附近生產方便運輸，因而由中鋼公司規劃在高雄興達港興建水下基礎設施廠房，預估年產值超過150億元，所創造就業可達2,000人以上。